# Carl Eich

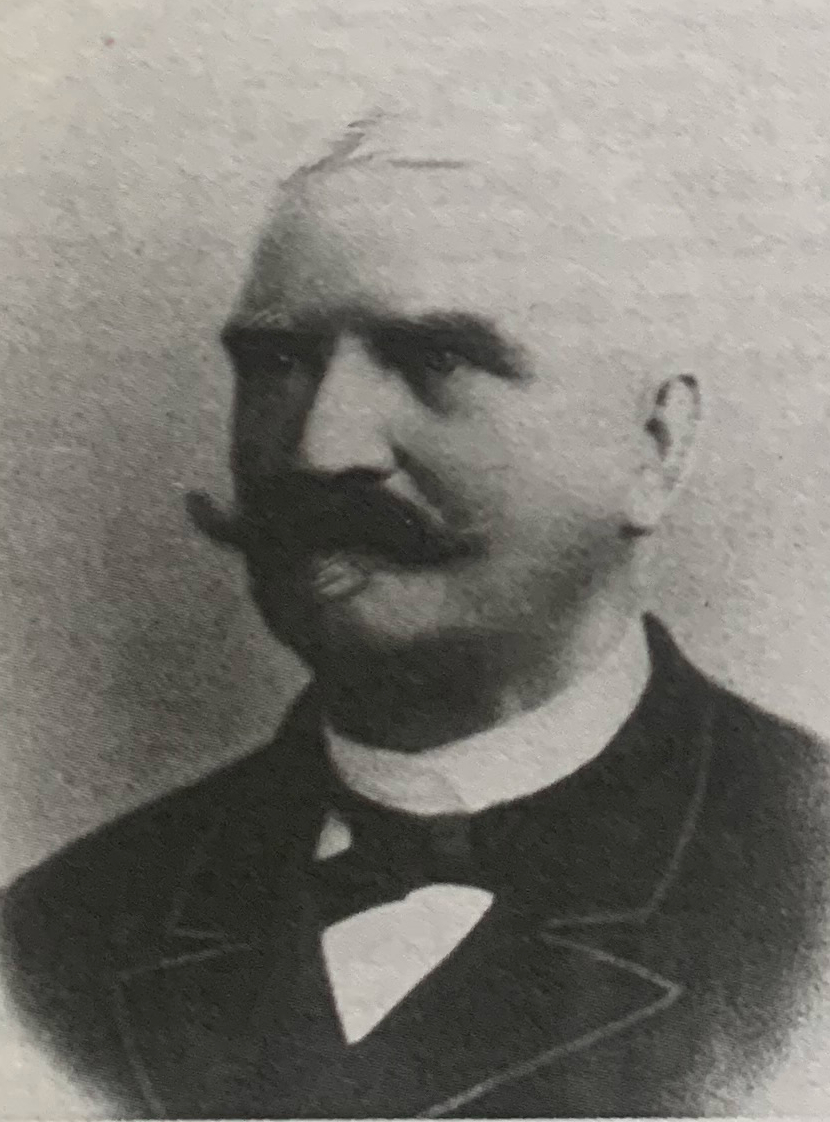
Carl Eich

Carl Eich (* 13. April 1824 in Bödingen; † 2. Dezember 1893 ebenda) war ein deutscher Gutsbesitzer und Politiker.

## Leben
Eich war der Sohn des Gutsbesitzers und Abgeordneten Johann Peter Eich (getauft 6. Mai 1781 in Oberauel; † 13. Mai 1868 in Bödingen) und dessen Ehefrau Maria Elisabeth geborene Pütz (getauft 21. September 1795 in Allner; † 24. Oktober 1871 in Bödingen). Er war katholisch und heiratete am 10. Juni 1850 Maria Josefa Henriette Schmitz (* 19. Dezember 1830 in Heistardburg; † 18. Juli 1904 in Bödingen). Er war Schwiegersohn von Franz Josef Schmitz.
Eich lebte als Gutsbesitzer auf dem Klostergut Bödingen. Im Februar 1847 wurde er als Nachfolger seines Vaters Bürgermeister von Bödingen und blieb bis Februar 1893 in diesem Amt. Von 1874 bis 1881 war er stellvertretender Abgeordneter und von 1882 bis 1888 Abgeordneter im Provinziallandtag der Rheinprovinz für den Stand der Landbevölkerung im Wahlkreis Siegburg/Waldbröhl. Auch nach der Wahlrechtsreform 1888 wurde er (nun vom Kreistag) wiedergewählt und blieb bis 1892 Abgeordneter. Von Dezember 1885 bis 1888 war er Mitglied im Provinzialverwaltungsrat und danach bis zu seinem Tode im Provinzialausschuss.